# Elektroinstalační materiál

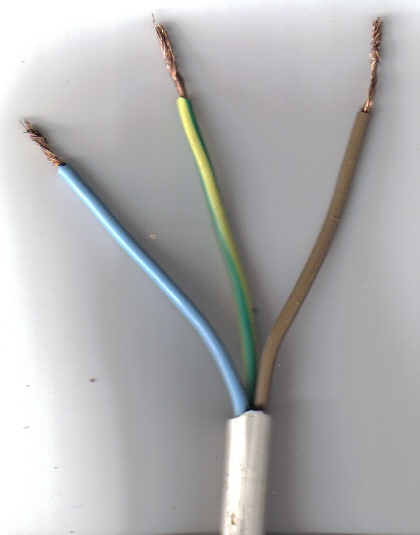
Odizolovaný konec silového kabelu

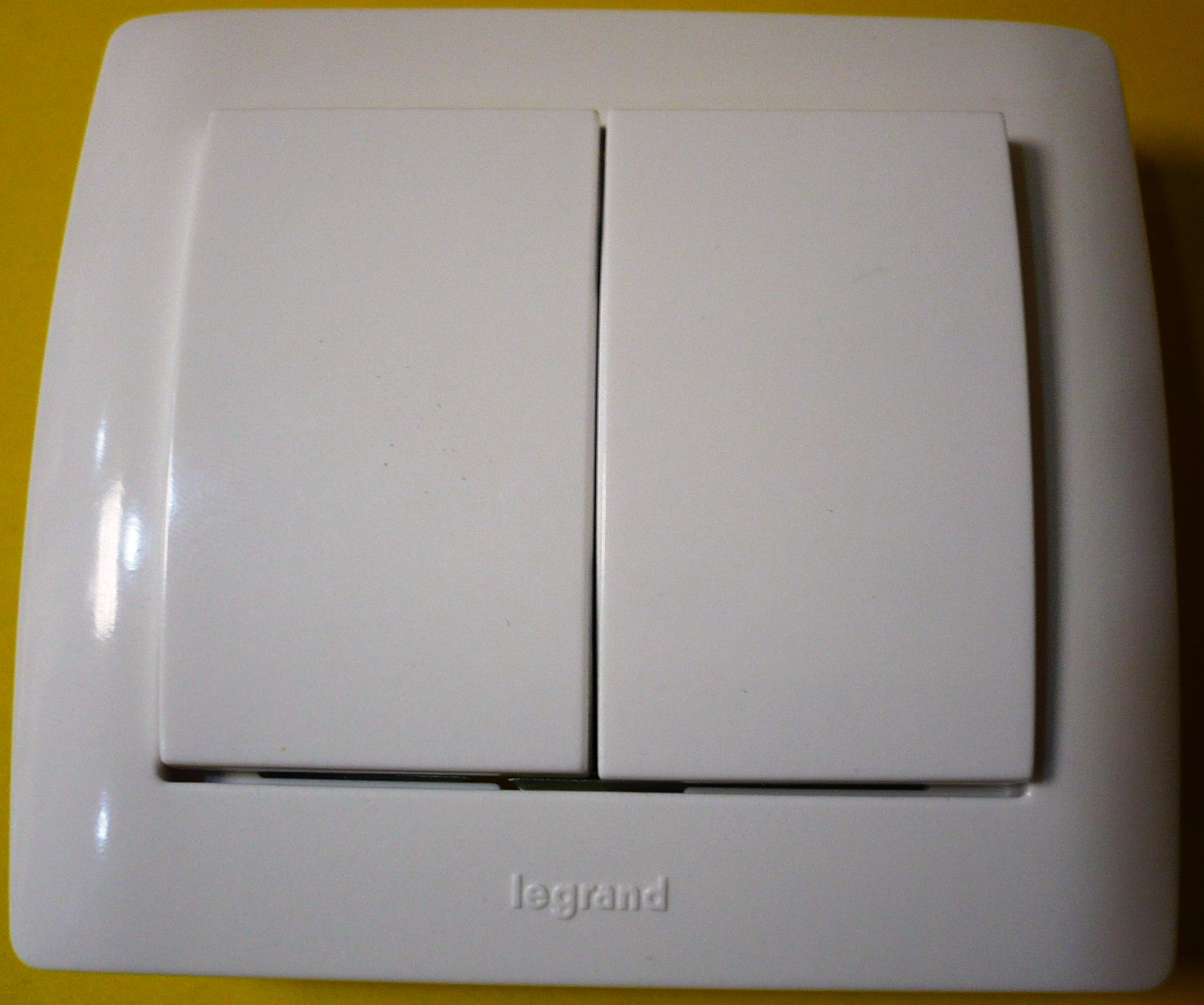
Sériový (lustrový) vypínač pro vestavnou montáž

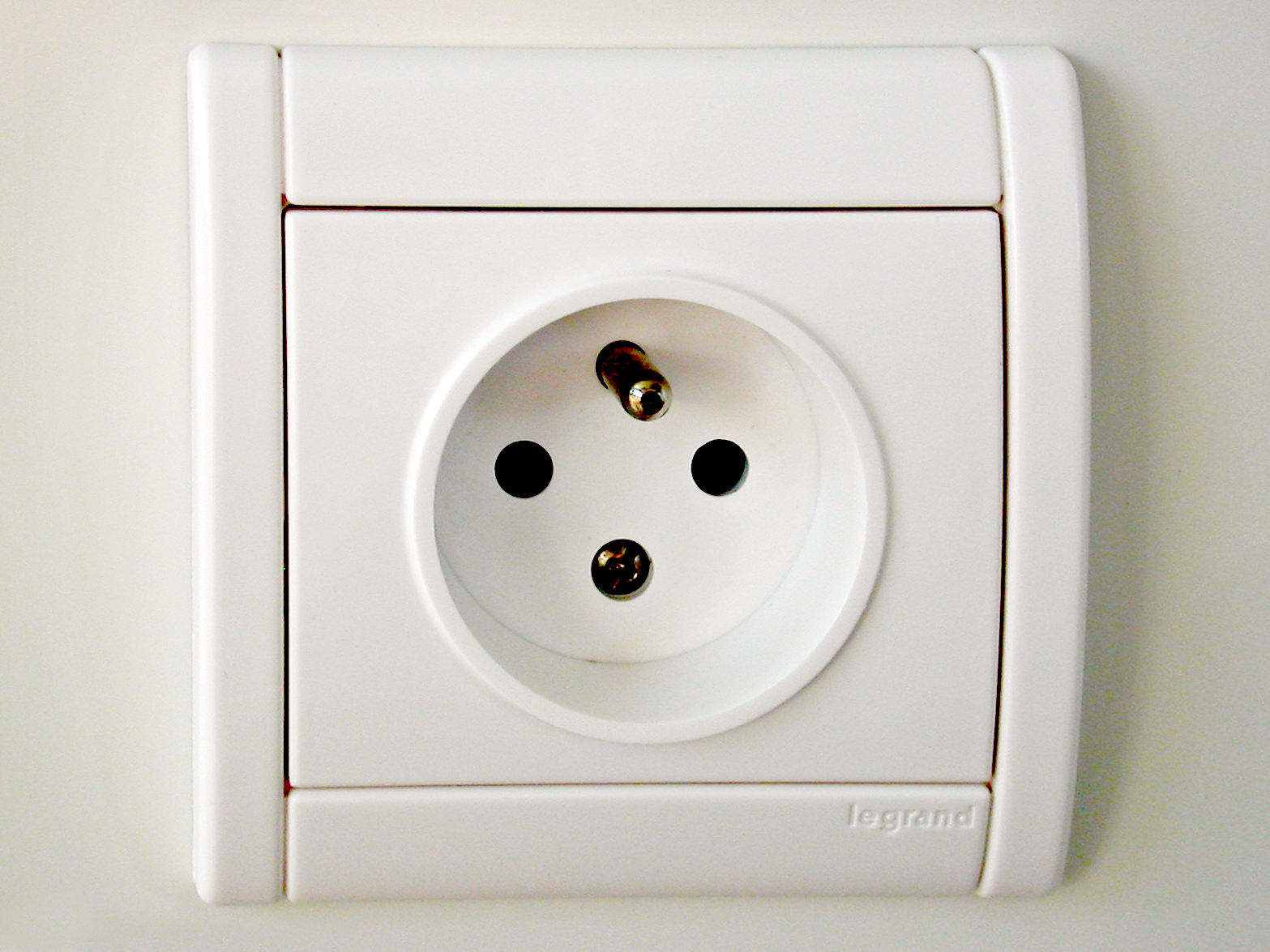
Silová zásuvka používaná v Česku

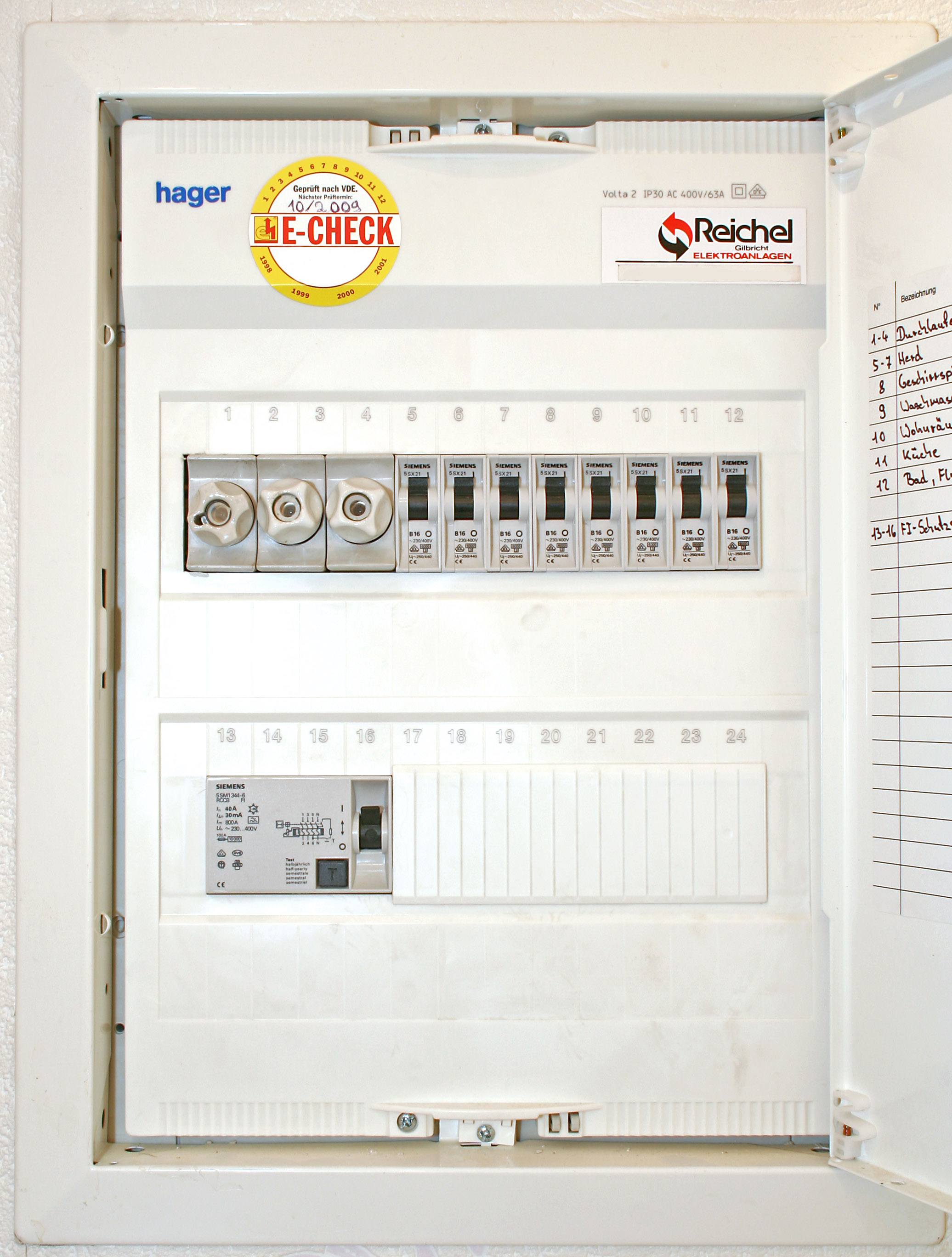
Rozvaděč

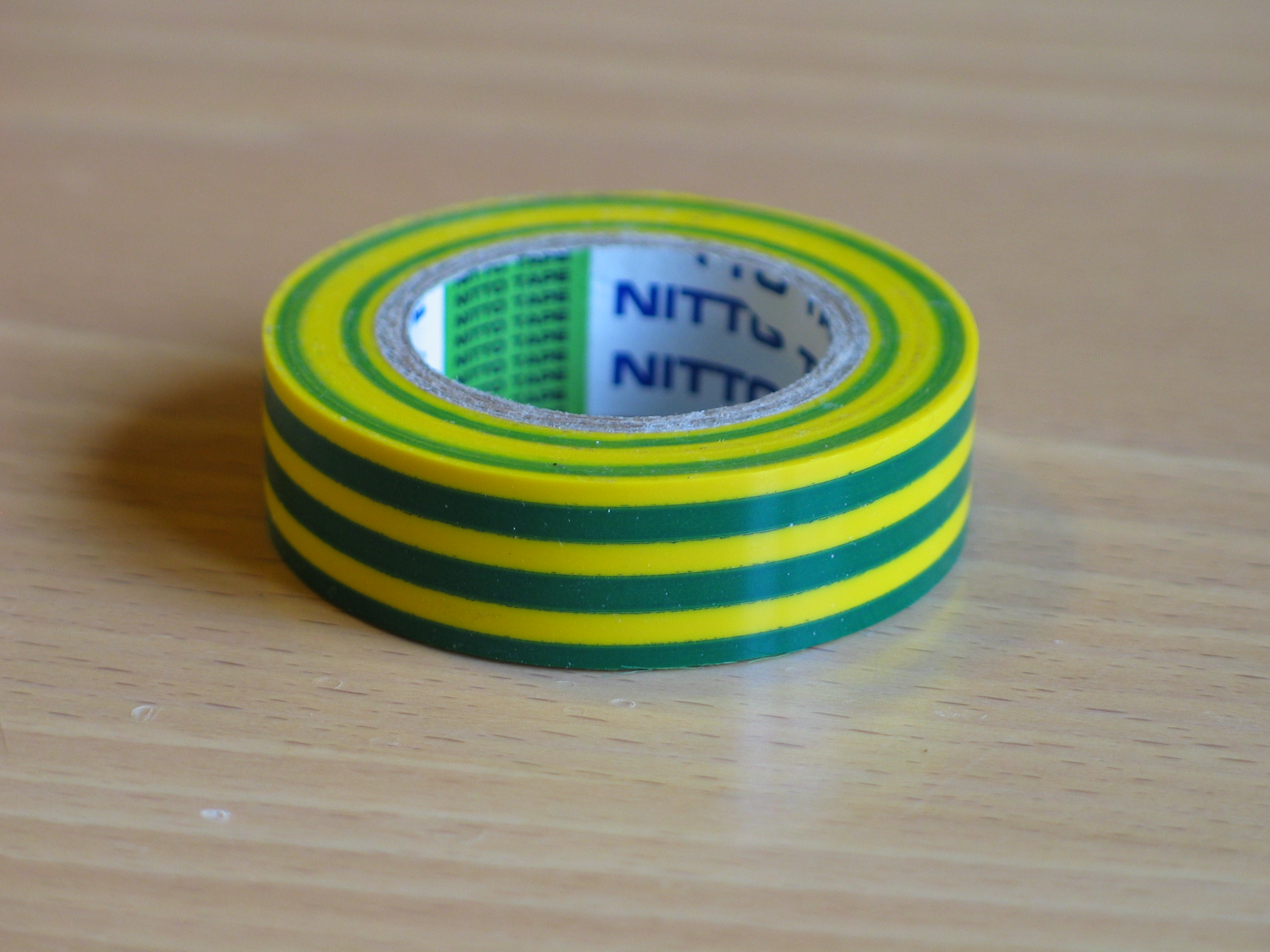
Elektroizolační páska

Elektroinstalační materiál je souhrnný název pro elektrotechnické součástky, přístroje a spotřebiče určené k výstavbě a úpravám domovních elektroinstalací. Často se tento pojem vztahuje jen na materiál, se kterým jsou schopni pracovat i laici. Elektroinstalační materiál není vymezen normou nebo předpisem. Jde o označení používané především v obchodě k odlišení od jiných materiálů určených pro instalatéry, topenáře, zámečníky a další stavbaře.

## Kde nakoupit
- Supermarkety zaměřené na zboží pro kutily. Výhodou je velmi příjemná prodejní doba, včetně víkendů. Zásoby zboží jsou velké, zboží je přehledně uspořádáno, zabaleno a popsáno. Jinak jde ale o typický samoobslužný prodej. Zákazník si musí umět vybrat sám, zaměstnanci supermarketu jsou spíše skladníci, nemají elektrotechnickou kvalifikaci. V těchto obchodech není možné si objednat odlišný materiál nezahrnutý do nabídky.
- Specializované prodejny elektromateriálu. Často pultové prodejny, kde alespoň část zaměstnanců má odborné elektrotechnické vzdělání (poskytuje technickou podporu prodeje). V tomto typu prodejen je možné konzultovat i technické problémy, dohledat náhrady nedostupných materiálů a přístrojů, případně objednat další zboží nad rámec standardní nabídky. Specializované prodejny elektromateriálu zpravidla nabízejí také svítidla, světelné zdroje a základní sortiment železářského zboží.
- Internetové obchody specializované na elektroinstalační materiál. Výhodou je neomezená prodejní doba, široká nabídka, možnost nechat si zboží dodat až do domu, nebo vyzvednout v kamenném obchodě. Nevýhodou je zdlouhavá e-mailová diskuse, pokud je třeba doladit technické podrobnosti. Na webových stránkách internetových obchodů bývají místo vysvětlivek odkazy na univerzální servery jako je Wikipedie nebo na elektrikářské internetové stránky.

## Typický sortiment elektroinstalačního materiálu

### Kabely
- Pro pevné uložení do omítky, instalačních žlabů a lišt: CYKY - kulatý, CYKYLo  – plochý; kde C = měděný (Cu), Y = PVC izolace žil, K = kabel pro pevné uložení, Y = PVC vnější plášť
- Pro pohyblivé připojení spotřebičů a strojů: H03VV-F (CYSY) lehká šňůra ze slaněných (S) vodičů s PVC izolací, H05RN-F (CGSG) pryžový kabel
- Jednotlivé vodiče: H05V-U (CY) tuhý drát, H05V-K (CYA) licna (slangové označení pro slaněný vodič, tento používaný například v automobilech)
- AYKY - kabely pro pevné uložení v zemi nebo na vzduchu. Oproti CYKY se liší hliníkovým (A = Al) jádrem.
- CYKYLo - ploché kabely pro instalace pod omítku a do lišt.
- CYH - kabely pro domácnosti, úřady apod. Vhodné pro lehký provoz a lehká přenosná zařízení.
- CGSG - šňůrová vedení a pohyblivé přívody spotřebičů. Pro namáhané zařízení různých prostředí; kde C = měděný, G = gumová izolace, S = vodiče Slaněné.
- SCY - audio-kabely vhodné pro přenos audio signálu.
- SYKFY - kabely pro pevné rozvody. Pro telekomunikační, signalizační a sdělovací datové obvody.
- JYTY - kabely pro pevné spojení signalizačních a ovládacích přístrojů a zařízení v elektrárnách.

### Prostředky pro uložení kabelů
- Ohebná elektroinstalační trubka (husí krk) pro zazdění do zdí
- Pevná elektroinstalační trubka pro uchycení na povrch do příchytek
- Elektroinstalační lišta – korýtko ve tvaru "U" s naklapávacím víkem. Ve dně jsou vyražené otvory pro přišroubování na podložku

### Instalační přístroje
- Vypínač
- Zásuvka
- Stmívač
- Termostat
- Datová zásuvka
- TV+RD+SAT zásuvka

### Ovládací skříně
- Rozvaděč
- Rozvodnice

### Modulární přístroje
- Jistič
- Proudový chránič
- Přepěťová ochrana
- Stykač

### Pomocný materiál
- Svorkovnice
- Průchodka
- Příchytka
- Rozbočovací krabice
- Přístrojová krabice
- Elektroizolační páska